# Митрополит Московский и всея Руси
Митрополит Московский и всея Руси — предстоятель северо-восточной (Московской) части Русской Церкви (а также правящий епископ Москвы) с 1461 года по 1589, то есть от пребывания на московской кафедре Феодосия (Бывальцева) до принятия митрополитом Иовом патриаршего достоинства. 
Московским митрополитам не подчинялись Киев, западные и юго-западные русские епархии (то есть входившие в состав ВКЛ и Польши). С 1988 года по настоящее время этот титул носит глава Русской православной старообрядческой церкви (с 23 октября 2005 года Корнилий).

## Титул
Само понятие Московский является скорее современным определением по городу, в котором находилась митрополичья резиденция, а не реальным титулом. Фактически сам митрополит подписывался в документах как митрополит всея Руси, так же к нему обращались другие. Этот же титул был отражен и в митрополичьих печатях. Константинопольский патриарх Феолепт I в своём послании 1516 года обращается к митрополиту Варлааму, используя старый титул, как к Киевскому и всея Руси. Лишь в нескольких письмах из Афонских монастырей начала XVI века к митрополиту обращаются как к Московскому и всея Руси. На Руси этот титул иногда использовался при митрополите Иоасафе (1539-1542). Однако это не вошло в практику, и титул вплоть до установления патриаршества так и оставался просто всея Руси.

## Западная Русь
В Королевстве Польском и Великом княжестве Литовском (позднее Речь Посполитая) с 1458 года существовала отдельная Киевская митрополия, находившаяся в церковной юрисдикции Константинопольских патриархов и управлявшая юго-западной частью Русской Церкви. Титулом западных митрополитов был Киевский и всея Руси, позднее, в период правления Григория Цамблака — так же Литовский и всея Руси, а начиная с митрополита Иосифа (Солтана) — Киевский, Галицкий и всея Руси. Последний титул сохранился с 1509 года за митрополитами Киевскими в течение последующих 200 лет. Митрополиты Киевские, Галицкие и всея Руси в данный период никогда не жили в Киеве, но в Вильне, Новгородке или Смоленске.

## Список митрополитов
| Илл. | Имя                    | Начало           | Конец            | Примечание |
| ---- | ---------------------- | ---------------- | ---------------- | --- |
|      | Феодосий (Бывальцев)   | 3 мая 1461       | 13 сентября 1464 | Стал первым митрополитом Московским, которого утвердил Великий князь Московский, а не патриарх Константинопольский. (Однако, в последний год его правления, в апреле 1464, митрополит Цезарии Филиппи от имени константинополького патриарха благословил его.) |
|      | Филипп I               | 11 ноября 1464   | 5 апреля 1473    | |
|      | Геронтий               | 29 июня 1473     | 28 мая 1489      | |
|      | Зосима (Брадатый)      | 26 сентября 1490 | 9 февраля 1495   | У церковных историков XIX века имел репутацию тайного приверженца ереси жидовствующих. В 1494 году «своея ради немощи» оставил митрополию и поселился сначала в Симоновском, а затем в Троице-Сергиевском монастыре.                                           |
|      | Симон                  | 22 сентября 1495 | 30 апреля 1511   | Оставил митрополию. Скончался на следующий год. |
|      | Варлаам                | 3 августа 1511   | 18 декабря 1521  | Был вынужден оставить митрополию. Умер в 1533 году. |
|      | Даниил                 | 27 февраля 1522  | 2 февраля 1539   | В малолетство Иоанна Грозного поддерживал его мать Елену Глинскую и её фаворита князя Овчину-Телепнева, после падения которого был низложен Шуйскими и удалился на покой в Иосифо-Волоколамский монастырь. Умер в 1547 году.                                   |
|      | Иоасаф (Скрипицын)     | 6 февраля 1539   | январь 1542      | Низложен Шуйскими в правление малолетнего Ивана Грозного и сослан в Кирилло-Белозерский монастырь. Умер в 1555 году. |
|      | Макарий                | 19 марта 1542    | 31 декабря 1563  | |
|      | Афанасий               | 5 марта 1564     | 16 мая 1566      | Отказался от кафедры. Умер в 1575 году. |
|      | Герман (Садырев-Полев) | июль 1566        | ?                | Наречённый митрополит. Согласно житию был убит в 1567 году в своей келье опричником, который отсёк ему топором голову. |
|      | Филипп II (Колычёв)    | 25 июля 1566     | 4 ноября 1568    | Жертва опричнины. Низложен по приговору церковного суда. Сослан в Тверской Отроч Успенский монастырь. Умер в 1569 году, возможно, убит. |
|      | Кирилл (III/IV)        | 11 ноября 1568   | 8 февраля 1572   | |
|      | Антоний                | май 1572         | начало 1581      | |
|      | Дионисий               | 1581             | 13 октября 1586  | Лишён кафедры и сослан в Хутынский монастырь Борисом Годуновым (при Федоре Иоанновиче). Умер на следующий год. |
|      | Иов                    | 11 декабря 1586  | 23 января 1589   | Первый патриарх Московский. |

### Комментарии
1. ↑  «Исповѣданiе о поставленiи Иоасафа, игумена Троеицкого и великого Чудотворца Сергiа, на святѣйшую митрополиiю Руськую богоспасаемаго града Москвы», 1539[7]; «7050-го (1542) году февраля в 12 день Преосвященный Иасаф Митрополит Московский и всеа Русин дал вкладу санник сер»[8].